# Монлеале
Монлеале (італ. Monleale, п'єм. Monlià) — муніципалітет в Італії, у регіоні П'ємонт,  провінція Алессандрія.
Монлеале розташоване на відстані близько 440 км на північний захід від Рима, 105 км на схід від Турина, 29 км на схід від Алессандрії.
Населення — 586 осіб (2014).

## Демографія
Населення за роками:

Станом на 1 січня 2023 року в муніципалітеті офіційно проживало 68 іноземців з 15 країн, серед них 25 громадян країн Євросоюзу та 6 громадян України.

## Сусідні муніципалітети
- Берцано-ді-Тортона
- Монтеджоко
- Монтемарцино
- Сареццано
- Вольпедо
- Вольпельїно